# Clarinetto piccolo
Con il termine clarinetto piccolo si indicano in maniera più o meno convenzionale tutti quegli strumenti della famiglia dei clarinetti che impiegano la tessitura medio-acuta e acuta della loro gamma di suoni rispetto ai più comuni ordinari strumenti tagliati nelle tonalità di si bemolle e la.
Clarinetto piccolo generalmente ma con le dovute riserve, (in quanto ne vengono costruiti sia pure con minore diffusione modelli in re, in fa, in sol, molto comuni in America e nei paesi dell'Europa centro-settentrionale esclusa l'Italia e i paesi mediterranei), può indicare indifferentemente sia il clarinetto tagliato in mi♭, una terza minore sopra il do centrale, sia il clarinetto in la♭, meno comune come diffusione ma regolarmente costruito come gli altri modelli della famiglia dal timbro più brillante e squillante. Sono strumenti dotati degli stessi fori e chiavi del clarinetto soprano (anche se in versione ridotta) ed è formato dagli stessi pezzi (anche se generalmente il corpo centrale è unico). Il bocchino è più piccolo di quello del clarinetto in si♭ e di conseguenza anche le ance.
Il clarinetto piccolo ha trovato un grande impiego nelle bande di strumenti a fiato 
soprattutto in Italia dove viene chiamato comunemente "Quartino". Il taglio in mi bemolle è uno strumento regolare per l'impiego orchestrale: tipici esempi sono La sagra della primavera di Igor' Fëdorovič Stravinskij, Feste romane di Ottorino Respighi, la Sinfonia fantastica di Hector Berlioz o il celebre solo nel Bolero di Maurice Ravel.
Vi sono comunque stati compositori nel XXI secolo che lo hanno utilizzato come solista.
Il clarinetto piccolo in La♭, noto in alcuni paesi come clarinetto sestino, era impiegato nelle partiture per banda ed è il clarinetto più acuto, nonché dalle dimensioni più ridotte, della famiglia.